# Бальмен, Александр Антонович
Александр Антонович де Бальмен (1781 — 17 апреля 1848) — русский военный и дипломат; брат генерал-майора Карла Бальмена.

## Биография
Старший сын графа Антона Богдановича де Бальмена (1741—1790) от брака его с графиней Еленой Антоновной Девиер. После смерти отца за заслуги его, десяти лет от роду произведенный в чин корнета в л.-гв. конный полк. В царствование Павла I, был уже в чине штаб-ротмистра, когда, за побои, нанесенные им частному приставу, был, с лишением всех прав состояния, разжалован в рядовые одного из пехотных полков. Но по вступлении на престол Александра I, он был тотчас же возвращен с прежним чином в конный полк; однако он решил оставить военную службу.
Причисленный к иностранной коллегии, он 20 августа 1801 года был командирован к сардинской миссии, отсюда в 1803 году переведен в неаполитанскую и, семь лет спустя, назначен секретарем посольства в Вене. Выполняя вслед за тем ряд отдельных дипломатических поручений, граф де Бальмен в конце 1812 года был определен секретарем посольства в Лондон, откуда, принятый 23 марта 1813 года, снова на военную службу в чине подполковника, был отправлен с депешами к Государю в Дрезден. Принимал участие в войне шестой коалиции. 11 августа 1813 года сражался при Гросс-Беерене, а 25 — при Денневице и за боевые отличия получил орден св. Владимира 4 степени с бантом; за сражение под Касселем 16 и 18 сентября награжден орденом св. Анны 2 степени; затем он участвовал в сражении под г. Ганнау 18 и 19 октября и во многих авангардных делах при дальнейшем преследовании французской армии. Вместе с этим на него неоднократно возлагались различные поручения. Так, 21 июня 1815 года был отправлен к Александру I с донесением о покорении Парижа.

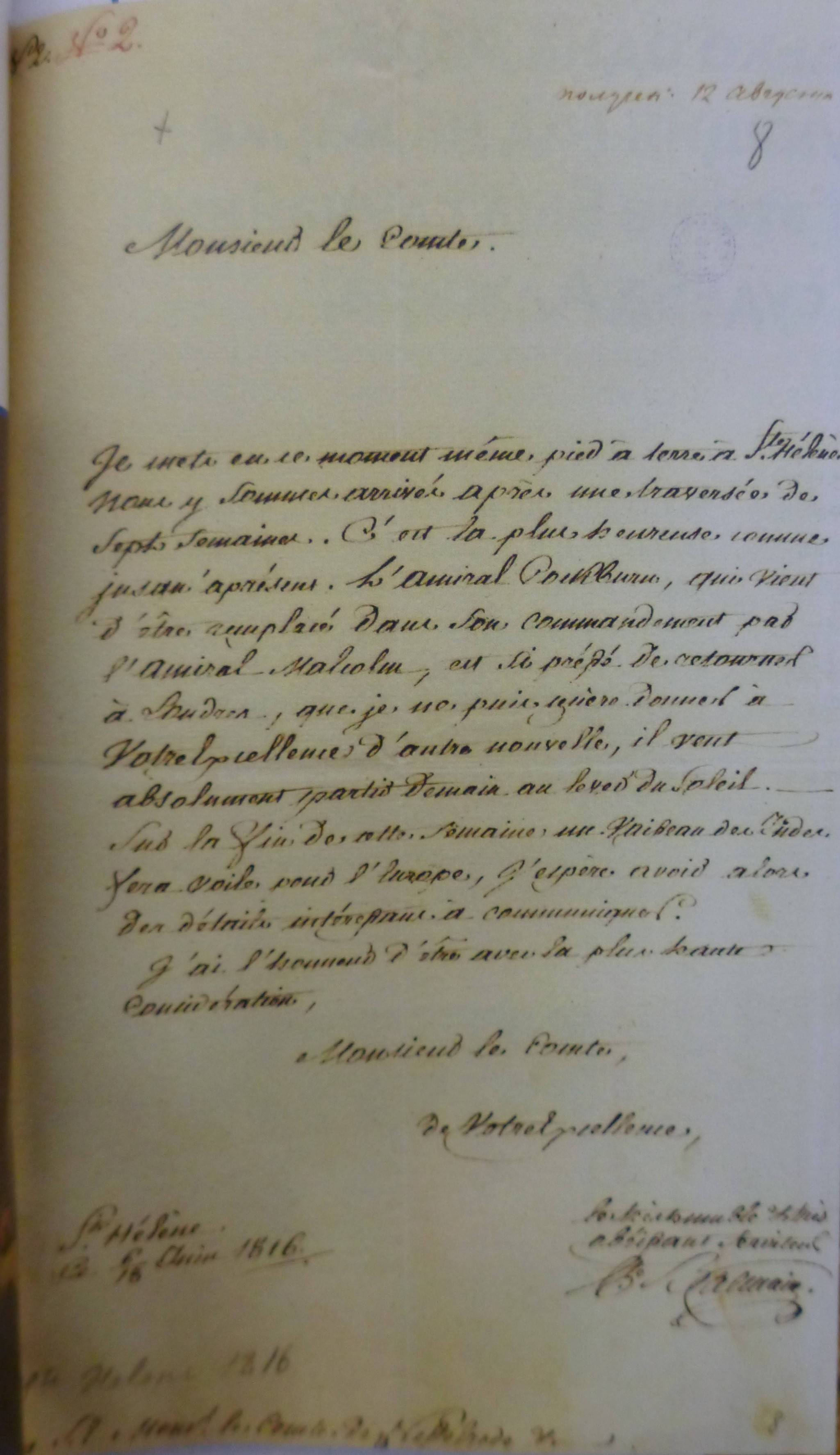
Письмо Бальмена Нессельроде о прибытии на остров Святой Елены, 6 (18) июня 1816 года

1 сентября того же года, по заключении Наполеона на острове св. Елены, граф де Бальмен был приставлен к нему, по личному назначению Государя, комиссаром от русского правительства. С редким тактом держал он себя в этой трудной обязанности; приходя в постоянные столкновения с губернатором острова, сэром Хадсон-Лоу и с комиссарами других держав, он тем не менее успел заслужить общее расположение и даже вызвать доверие самого Наполеона. Однако расстроенное непривычным климатом здоровье заставило графа де Бальмена покинуть остров.
8 февраля 1820 года он был пожалован за отличное выполнение своей должности званием флигель-адъютанта, а в мае месяце выехал в Россию. Памятником своего пребывания возле знаменитого узника граф де Бальмен оставил ряд интересных донесений разным лицам, в форме дневника; они напечатаны сыном его в «Русском Архиве» 1868 и 1869 годах. Из формуляра дальнейшей службы графа видно, что с декабря 1822 года до исхода 1826 года, он состоял причисленным к составу лондонской миссии; 1 мая 1828 года был отправлен в действующую армию в Турцию, где находился во многих сражениях и за отличие награжден орденом св. Анны 2 степени с алмазами и чином генерал-майора. С апреля 1831 года он явился участником похода в Литву против польских мятежников и, наконец, по совершенно расстроенному здоровью, в 1837 года вышел в отставку.

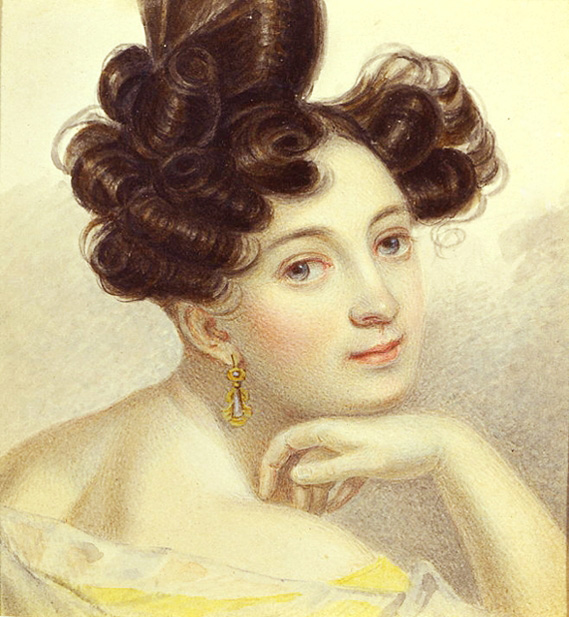
Глафира де Бальмен на акварели П. Ф. Соколова (1828)

17 апреля 1848 года граф Александр Антонович скончался в Петербурге, оставив по себе память, как о редком деятеле по разносторонности способностей и неутомимости энергии. Кроме указанных знаков отличий и двух иностранных орденов: шведского «Золотого меча» и прусского «за достоинство», он Высочайшим указом 18 февраля 1823 года, за услуги, оказанные на острове св. Елены, был награжден ежегодным пенсионом в три тысячи рублей, часть которого, по смерти графа, перешла к его вдове.
Был дважды женат.

## Семья
Первая жена (с 26 апреля 1820 года) — Шарлотта Джонсон (30.01.1804 — 10.08.1824), старшая дочь английского баронета полковника Уильяма Джонсона и падчерица губернатора острова Св. Елены Хадсона Лоу. Свадьба была в официальной резиденцией губернатора, 3 мая молодожены покинули остров на судне «Генерал Гаррис» и выехали в Россию. Выйдя замуж очень рано, во многих отношениях графиня де Бальмен, до конца жизни, оставалась настоящим ребенком, хотя в других выказывала разум и понятия уже совершенно взрослой женщины. Император Александр I очень любил и уважал её, и находил особенную для себя забаву в её детских выходках, английском произношении и оригинальности. Скончалась в Петербурге, похоронена на Смоленском лютеранском кладбище вместе с сыном Александром (1821 — 15.05.1825).

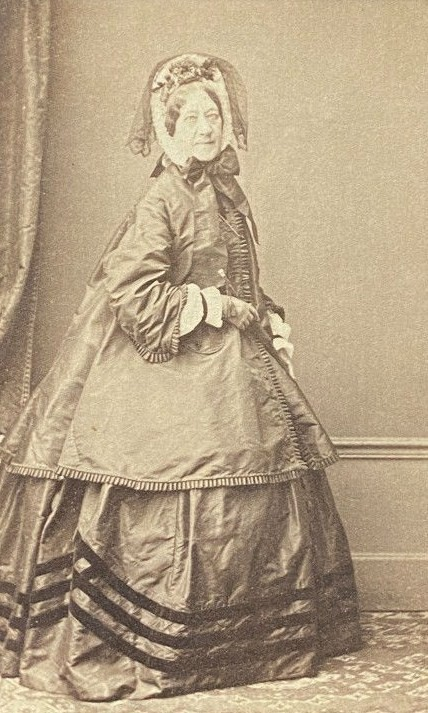
Глафира де Бальмен (1860-е)

Вторая жена (с 29 июля 1827 года) — Глафира Николаевна Свистунова (09.05.1801— после 1860), имя своё получила в честь бабушки Алымовой; дочь камергера двора Николая Петровича Свистунова от брака с Марией Алексеевной Ржевской; крестница императора Александра I и императрицы Елизаветы Алексеевны. Воспитывалась в Екатерининском институте, который окончила в 1820 году с золотым шифром средней величины. По словам современницы, м-ль Свистунова была «настоящая леди, очень добродушная, но полная противоположность красоте. После того, как ей не разрешили следовать за братом-декабристом в Сибирь, она сидела дома в жестоком унынии и уже твердо решила было уйти в монастырь, как к ней посватался вдовец де Бальмен. Он поведал своему духовнику, что не прочь бы завести жену, но у женщин такой скверный нрав, они так капризны, что отважиться на повторную женитьбу он не решается. Священник сказал, что знает одну молодую особу, безгрешную и с ангельским характером, но весьма безобразную. Ничего, ответил граф, познакомьте меня. На другой день это было сделано, а на следующий — о женитьбе было решено. Правда, по слухам, у невесты было совсем немного денег, в то время как у графа их и вовсе не было. Поэтому, не представлялось себе, как они собирались жить». Последние годы проживала во Франции, где и скончалась.
В браке имели сына — Адольфа, участника Крымской войны, сотрудника «Русского Архива», автора заграничной корреспонденции в «Московских ведомостях» и в "Русском вестнике, издавшего в журнале «Модный магазин» мемуары «Из Курска в Могилев и обратно» (№ 21, 1871); и трех дочерей: одна из них — Адель Мария Маргарита (22.01.1833— ?), крещена в храме Святой Екатерины Александрийской при восприемстве дяди А. Н. Свистунова и Адели Давыдовой, внучки герцога де Грамон. Другая дочь — Матильда-Мария-Варвара (Мария Александровна) де Бальмен (27.09.1834-?) — мать Елизаветы Августовны де Шаре (1858—1888), жены художника Сурикова Василия Ивановича (1848—1916).

## В культуре
Александр Бальмен стал персонажем повести Марка Алданова «Святая Елена, маленький остров» (1921).